# Абдулов, Иван Акимович
Иван Акимович Абдулов (20 июня 1930 или 20 июня 1933 года — 30 июня 2020) — по словам некоторых СМИ и по собственным утверждениям является юным героем и участником Великой Отечественной войны, а также сыном полка 316-й стрелковой дивизии под командованием генерала Панфилова, однако биография этого человека полна противоречий и не всегда соответствует архивными данными.

## Биография
По одним данным родился 20 июня 1930 года, по другим 20 июня 1933 года. Заявлял что о судьбе своих родителей он ничего не знает и воспитывался в детском доме в городе Котовск, Тамбовской области.
Как заявлял сам Абдулов он в начале войны якобы с друзьями сбежал на фронт в возрасте 11 лет и попал в расположение 316-й стрелковой дивизии под командованием генерала Панфилова. Был определён личным адъютантом старшего лейтенанта Бауыржана Момышулы. Служил посыльным, доставлял важные сообщения в штаб дивизии.
Иван заявляет что именно он спас жизнь своему командиру. Будто однажды, когда пленный немец на допросе попытался застрелить Б. Момышулы из пистолета, он будучи мальчишкой заметив это, опередил гитлеровца и прострелил ему руку, выбив оружие. Далее утверждается что во время битвы за Москву когда батальон оказался в окружение, и командир, желая спасти мальчика, вручил Ивану пакет с донесением и приказал направляться к штабу через лесную чащу юный герой на протяжении трёх дней бродил по лесу, пока не обнаружил место дислокации 274-го стрелкового полка особого назначения, и тут Иван узнал, что донесение потеряло своё значение, а командиру Б. Момышулы удалось спастись и выйти к Советским войскам.
Утверждает что первую свою награду он получил аж в двенадцать лет, а затем был определён в состав 274-го полка к санитарам и помогал выносить раненых с поля боя, перевязывал им раны, сопровождал в полевой госпиталь. Говорил что участвовал на Курской битве, а в тринадцать лет ему было присвоено воинское звание «сержант». В ходе боев был якобы дважды ранен и получил контузию.
Утверждает что принял участие в спасение жизни генералу. Заметив, что генерал Смирнов остался лежать на поле боя, подросток подполз к нему, взвалил его себе на спину, и вывел к советским позициям. Раненный генерал выжил и лично вручил Абдулову орден Отечественной войны I степени.
В самом конце войны был направлен на обучение в Саратовское суворовское училище. Стал лучшим выпускником и был направлен в Высшую школу КГБ СССР в Москву. После завершения обучения продолжил службу в Венгрии, а затем четыре года находился в командировке в Северной Корее. Во время Карибского кризиса служил на Кубе. После возвращения был направлен в Казахстан.
Говорил что в Алма-Ате познакомился со своей будущей супругой, где воспитывали двух дочерей и сына, а позже находясь в одной из служебных командировок, якобы супруга с детьми попали в ДТП и все погибли. Этот страшный удар не позволил продолжить службу, он вышел в отставку. В звании «полковник» уволился в запас, затем продолжил трудовую деятельность в проектном институте.
Проживал в Алма-Ате, в Казахстане. Умер 30 июня 2020 года.

## Награды
Был замечен с различными знаками отличия и наградами, однако подтверждающих документов на них не имеет и архивными данными не подтверждаются.

## Видео
- Иван Абдулов